# Daniele Scarpa
Daniele Scarpa (Mestre, 3 de enero de 1964) es un deportista italiano que compitió en piragüismo en la modalidad de aguas tranquilas.
Participó en cuatro Juegos Olímpicos de Verano entre los años 1984 y 1996, obteniendo una medalla de oro y otra de plata en la edición de Atlanta 1996. Ganó cinco medallas en el Campeonato Mundial de Piragüismo entre los años 1985 y 1995.

## Palmarés internacional
| Juegos Olímpicos   | Juegos Olímpicos          | Juegos Olímpicos  | Juegos Olímpicos |
| Año                | Lugar                     | Medalla           | Evento           |
| ------------------ | ------------------------- | ----------------- | ---------------- |
| 1996               | Atlanta (Estados Unidos)  | Medalla de plata  | K2 500 m         |
| 1996               | Atlanta (Estados Unidos)  | Medalla de oro    | K2 1000 m        |
| Campeonato Mundial |                           |                   |                  |
| Año                | Lugar                     | Medalla           | Evento           |
| 1985               | Malinas (Bélgica)         | Medalla de bronce | K2 10 000 m      |
| 1993               | Copenhague (Dinamarca)    | Medalla de plata  | K2 1000 m        |
| 1994               | Ciudad de México (México) | Medalla de plata  | K2 1000 m        |
| 1995               | Duisburgo (Alemania)      | Medalla de oro    | K2 500 m         |
| 1995               | Duisburgo (Alemania)      | Medalla de oro    | K2 1000 m        |